# Melanaspis delicata
Melanaspis delicata är en insektsart som beskrevs av Ferris 1941. Melanaspis delicata ingår i släktet Melanaspis och familjen pansarsköldlöss. Inga underarter finns listade i Catalogue of Life.